# Jorris Romil
Jorris Romil (Creil, 27 dicembre 1994) è un calciatore francese, di Guadalupa, attaccante del Linas-Montlhéry.

## Carriera

### Club
Ha giocato tra la seconda e la quinta divisione francese.

### Nazionale
Il 23 marzo 2019 ha esordito con la nazionale guadalupense giocando l'incontro perso 0-1 contro la Martinica, valido per le qualificazioni alla CONCACAF Nations League 2019-2020.

## Statistiche

### Presenze e reti nei club
Statistiche aggiornate al 27 dicembre 2021.
| Stagione            | Squadra             | Campionato          | Campionato | Campionato | Coppe nazionali | Coppe nazionali | Coppe nazionali | Coppe continentali | Coppe continentali | Coppe continentali | Altre coppe | Altre coppe | Altre coppe | Totale | Totale |
| Stagione            | Squadra             | Comp                | Pres       | Reti       | Comp            | Pres            | Reti            | Comp               | Pres               | Reti               | Comp        | Pres        | Reti        | Pres   | Reti   |
| ------------------- | ------------------- | ------------------- | ---------- | ---------- | --------------- | --------------- | --------------- | ------------------ | ------------------ | ------------------ | ----------- | ----------- | ----------- | ------ | ------ |
| 2014-2015           | Drancy              | CFA                 | 6          | 1          |                 | -               | -               |                    | -                  | -                  |             | -           | -           | 6      | 1      |
| 2015-2016           | Sablé               | CFA2                | 26         | 12         |                 | -               | -               |                    | -                  | -                  |             | -           | -           | 26     | 12     |
| 2016-2017           | Bordeaux 2          | CFA2                | 23         | 13         |                 | -               | -               |                    | -                  | -                  |             | -           | -           | 23     | 13     |
| ott. 2016           | Bordeaux            | L1                  | 0          | 0          | CdL             | 1               | 0               |                    | -                  | -                  |             | -           | -           | 1      | 0      |
| lug.-dic. 2017      | Valenciennes        | L2                  | 7          | 0          | CF+CdL          | 1+2             | 0+1             |                    | -                  | -                  |             | -           | -           | 10     | 1      |
| gen.-mag. 2018      | Les Herbiers        | N                   | 8          | 0          | CF              | 2               | 0               |                    | -                  | -                  |             | -           | -           | 10     | 0      |
| 2018-2019           | Valenciennes        | L2                  | 24         | 3          | CF+CdL          | 3+1             | 2+0             |                    | -                  | -                  |             | -           | -           | 28     | 5      |
| 2019-feb. 2020      | Valenciennes        | L2                  | 12         | 1          | CF+CdL          | 2+1             | 0               |                    | -                  | -                  |             | -           | -           | 15     | 1      |
| Totale Valenciennes | Totale Valenciennes | Totale Valenciennes | 43         | 4          |                 | 10              | 3               |                    | -                  | -                  |             | -           | -           | 53     | 7      |
| feb.-apr. 2020      | Dunkerque           | N                   | 1          | 0          |                 | -               | -               |                    | -                  | -                  |             | -           | -           | 1      | 0      |
| 2020-2021           | Dunkerque           | L2                  | 24         | 2          | CF              | 1               | 0               |                    | -                  | -                  |             | -           | -           | 25     | 2      |
| Totale Dunkerque    | Totale Dunkerque    | Totale Dunkerque    | 25         | 2          |                 | 1               | 0               |                    | -                  | -                  |             | -           | -           | 26     | 2      |
| 2021-2022           | Les Herbiers        | N                   | 9          | 1          | CF              | 1               | 0               |                    | -                  | -                  |             | -           | -           | 10     | 1      |
| Totale carriera     | Totale carriera     | Totale carriera     | 140        | 33         |                 | 15              | 3               |                    | -                  | -                  |             | -           | -           | 155    | 36     |

### Cronologia presenze e reti in nazionale
| Cronologia completa delle presenze e delle reti in nazionale ― Guadalupa | Cronologia completa delle presenze e delle reti in nazionale ― Guadalupa | Cronologia completa delle presenze e delle reti in nazionale ― Guadalupa | Cronologia completa delle presenze e delle reti in nazionale ― Guadalupa | Cronologia completa delle presenze e delle reti in nazionale ― Guadalupa | Cronologia completa delle presenze e delle reti in nazionale ― Guadalupa | Cronologia completa delle presenze e delle reti in nazionale ― Guadalupa | Cronologia completa delle presenze e delle reti in nazionale ― Guadalupa |
| Data                                                                     | Città                                                                    | In casa                                                                  | Risultato                                                                | Ospiti                                                                   | Competizione                                                             | Reti                                                                     | Note                                                                     |
| ------------------------------------------------------------------------ | ------------------------------------------------------------------------ | ------------------------------------------------------------------------ | ------------------------------------------------------------------------ | ------------------------------------------------------------------------ | ------------------------------------------------------------------------ | ------------------------------------------------------------------------ | ------------------------------------------------------------------------ |
| 23-3-2019                                                                | Les Abymes                                                               | Guadalupa                                                                | 0 – 1                                                                    | Martinica                                                                | CONCACAF Nations League 2019-2020 - Qualificazioni                       | -                                                                        | 80’                                                                      |
| Totale                                                                   |                                                                          | Presenze                                                                 | 1                                                                        |                                                                          | Reti                                                                     | 0                                                                        |                                                                          |